# Línea SE713 (EMT Madrid)
El Servicio Especial (S.E.) codificado como SE713 de la EMT de Madrid unía el hospital Isabel Zendal con el hotel AC Coslada Aeropuerto sin paradas intermedias. Circuló entre el 1 de febrero y el 16 de mayo de 2021.

## Historia
La primera vez que se usó la numeración «713» para un servicio especial fue entre el 5 de octubre de 1975 y el 7 de junio de 1981, para unir Cibeles con los principales museos de Madrid. Recibía la denominación de Línea Azul, y solo funcionaba domingos y festivos realizando un recorrido circular. Sus horarios de salida eran a las 10:00, 11:00 y 12:00 horas.

## Características
Esta línea hacía de lanzadera al hospital Enfermera Isabel Zendal desde el hotel AC Coslada Aeropuerto, habilitado para los sanitarios de dicho hospital, motivo por el cual era gratuita. Hasta el 15 de marzo conectaba con el hotel AC Madrid Feria.

### Horarios y frecuencias
La línea solo tenía tres expediciones al día en cada sentido, que coincidían con el inicio y el final de los turnos en el hospital.
| Hotel AC Coslada Aeropuerto               | Hospital Isabel Zendal |
| ----------------------------------------- | ---------------------- |
| → Dirección Hospital Isabel Zendal →      |                        |
| 7:15                                      | 7:40                   |
| 14:15                                     | 14:40                  |
| 21:15                                     | 21:40                  |
| ← Dirección Hotel AC Coslada Aeropuerto ← |                        |
| 8:45                                      | 8:20                   |
| 15:45                                     | 15:20                  |
| 22:45                                     | 22:20                  |

## Recorrido y paradas
Desde el hotel AC tomaba el Camino de las Rejas en sentido norte hasta llegar a la M-22. Seguía por dicha carretera hasta llegar al Centro de Carga Aérea del Aeropuerto, que abandonaba saliendo por la M-11 hasta llegar a la Avenida de Alejandro de la Sota, la cual tomaba hasta llegar a la Glorieta de Isidro González Velázquez, donde tomaba la Avenida de las Fuerzas Armadas hasta llegar al hospital.
A la vuelta era igual pero en sentido contrario.
| Código | Parada                                           | Común con |
| ------ | ------------------------------------------------ | --------- |
| 50004  | Hotel AC Coslada Aeropuerto (Rejas-Padre Poveda) | 283       |
| 4888   | Hospital Enfermera Isabel Zendal                 | SE709     |